# Willy Vlautin

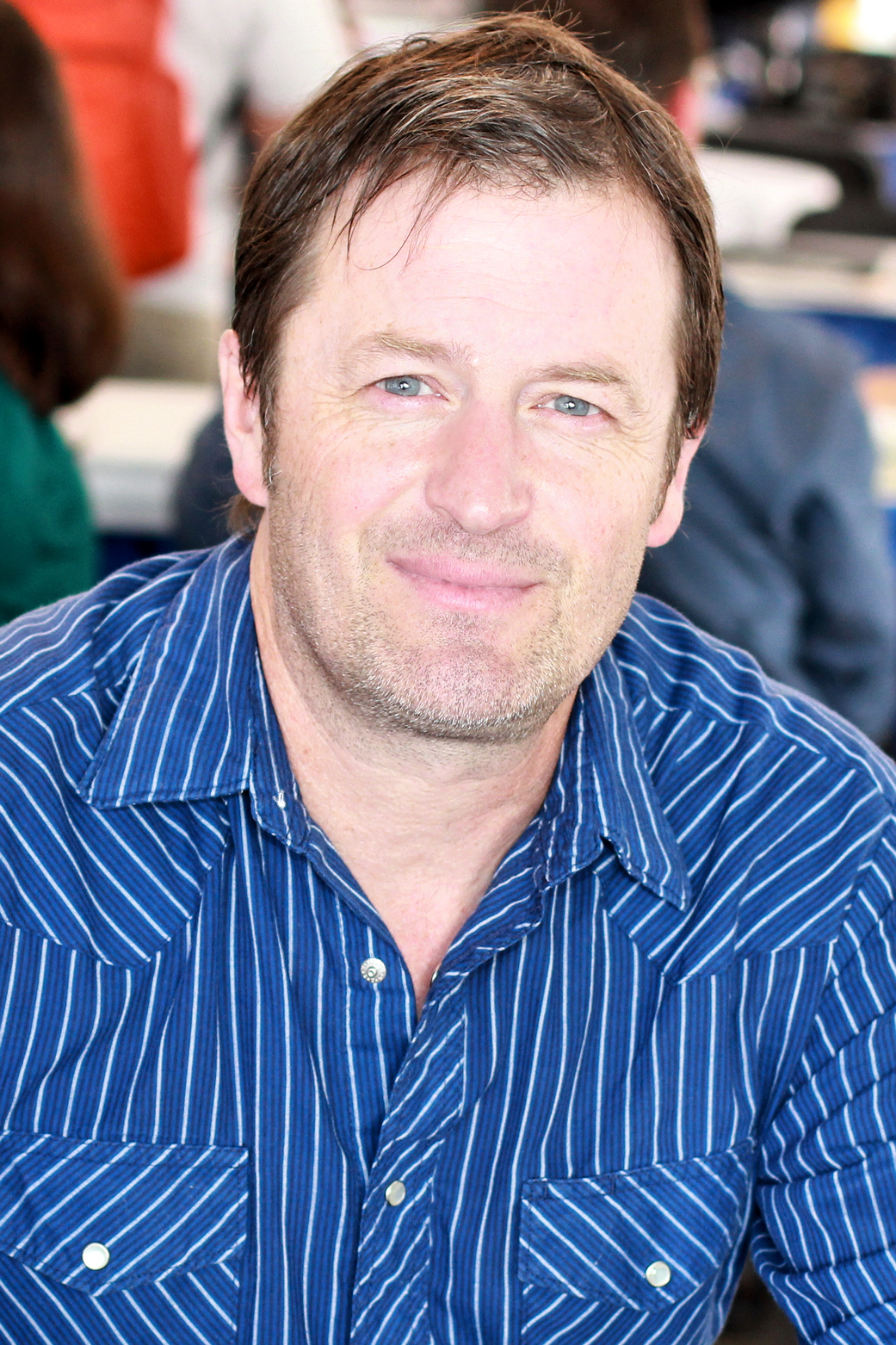
Willy Vlautin

Willy Vlautin, född 1967 i Reno, Nevada, är en amerikansk författare och sångare som tidigare ingick i rockgruppen Richmond Fontaine. Han bor i närheten av  Portland, Oregon. Han har givit ut nio studioalbum sedan slutet av 1990-talet samtidigt som han skrivit flera romaner. Han är även den kreativa kraften i bandet The Delines.

### På svenska
- Motellivet (The motel life) (översättning Mats Zetterberg, Bakhåll, 2011)
- Norrut (Northline) (översättning Mats Zetterberg, Bakhåll, 2012) [med CD]
- Lean on Pete (Lean on Pete) (översättning Mats Zetterberg, Martin Uggla, Bakhåll, 2013)
- De fria (The free) (översättning: Martin Uggla, Bakhåll, 2014)
- Sviker dig aldrig (Don't skip out on me) (översättning: Andreas Vesterlund, Bakhåll, 2018)
- Mörkret som faller (The night always comes) (översättning Andreas Vesterlund, Bakhåll, 2021)
- Hästen (The Horse) (översättning Andreas Vesterlund, Bakhåll, 2024)